# Euphorbia syncalycina
Euphorbia syncalycina är en törelväxtart som beskrevs av Peter Vincent Bruyns. Euphorbia syncalycina ingår i släktet törlar, och familjen törelväxter.
Artens utbredningsområde är Tanzania. Inga underarter finns listade i Catalogue of Life.